# Ernst von Rebeur-Paschwitz

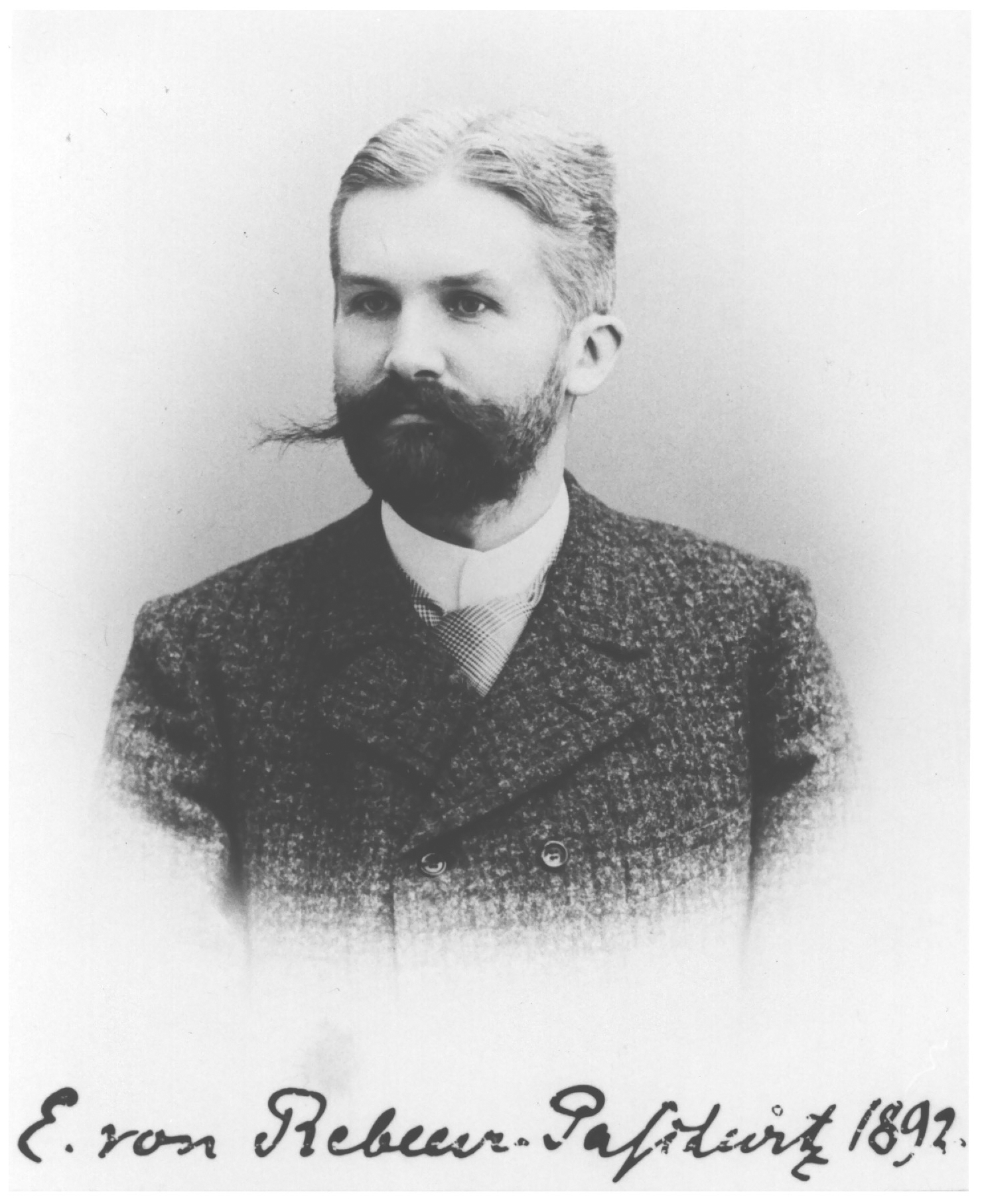
Ernst von Rebeur-Paschwitz, Fotografie (1892)

Ernst Ludwig August von Rebeur-Paschwitz (* 9. August 1861 in Frankfurt (Oder); † 1. Oktober 1895 in Merseburg) war ein deutscher Astronom und Geophysiker.

## Herkunft
Seine Eltern waren der spätere Oberregierungsrat Ludwig Otto von Rebeur-Paschwitz (* 29. September 1829) und dessen Ehefrau Ellen Richards (* 2. September 1835; † 10. Oktober 1900). Sein jüngerer Bruder war der Admiral der kaiserliche Flotte Hubert von Rebeur-Paschwitz (1863–1933). Sein Vater hatte am 22. Mai 1841 die Genehmigung zur Names- und Wappen-Vereinigung mit der Familie von Rebeur erhalten.

## Leben
Er studierte nach seinem Abitur Astronomie und Mathematik zunächst in Leipzig, später in Genf und Berlin. Er promovierte 1883 in Berlin mit einer Arbeit „Über die Bewegung von Kometen in widerstehenden Medien“ und befasste sich insbesondere mit sonnennahen Kometen.
Er arbeitete anschließend an den Observatorien in Berlin und in Karlsruhe, wo er mit der Beobachtung der Sonne beschäftigt war, musste jedoch 1888 seine Assistentenstelle wegen seiner Erkrankung an Tuberkulose aufgeben. 1889 erlangte er in Halle die Habilitation für das Fach Astronomie. Es folgte ein längerer Aufenthalt auf Teneriffa, die von Rebeur-Paschwitz zu einer weiteren Beobachtungsreihe nutzte. Die erhoffte Genesung blieb jedoch aus.
Ein Schwerpunkt seiner Arbeit war die Verbesserung eines Horizontalpendels, das eigentlich für die Messung von Lotrichtungsänderungen durch Erdkrustenbewegungen unter dem Einfluss astronomischer Körper konstruiert war. Eines dieser Horizontalpendel stand in Potsdam, ein zweites in Wilhelmshaven, wo Ernst von Rebeur-Paschwitz 1889 die Bodenbewegung eines in Japan aufgetretenen Erdbebens aufzeichnen konnte (Kumamoto-Erdbeben). Weil das Signal bei beiden Pendeln auftrat, konnte er eine Fehlmessung ausschließen. Dies war die erste Registrierung eines Fernbebens überhaupt, so dass von Rebeur-Paschwitz als einer der Väter der modernen Seismologie betrachtet werden kann. Eine weitere Fernbebenregistrierung gelang ihm drei Jahre später in Straßburg.
Trotz schwerer Tuberkulose und seiner sich weiter verschlechternden Gesundheit gelang es ihm, die Ergebnisse seiner Beobachtungsreihen zu veröffentlichen. Die letzten Jahre verbrachte Ernst von Rebeur-Paschwitz im Hause seiner Eltern, wo er bis zu seinem Tod gepflegt wurde.
In ehrvollem Andenken an die Entdeckung und Leistung des jung verstorbenen Forschers verleiht die Deutsche Geophysikalische Gesellschaft den Rebeur-Paschwitz-Preis für herausragende wissenschaftliche Leistungen in der Geophysik.

## Veröffentlichungen
- Das Horizontalpendel und seine Anwendung zur Beobachtung der absoluten und relativen Richtungsänderungen der Lothlinie, Nova Acta der Kais. Leop. Carol. Deutschen Akademie der Naturf., Bd. 60, Nr. 1, Halle 1892.
- Horizontalpendel-Beobachtungen auf der Kaiserlichen Universitäts-Sternwarte zu Straßburg 1892–1894, Beitr. zur Geophysik, Bd. II, Stuttgart 1895.
- Über den Kometen von 1882, Habilitationsschrift, Veröffentlichungen der Sternwarte zu Karlsruhe, Bd. 3, 1889.
- Über das Zöllner'sche Horizontalpendel und neue Versuche mit demselben 1886, Verhandl. des naturwiss. Vereins zu Karlsruhe, 1888.
- The Earthquake of Tokio 18. April 1889, Nature, Bd. 40, S. 294–295 (25. Juli 1889) doi:10.1038/040294e0; Kommentar zu dieser Veröffentlichung durch Cargill Knott: Nature, Bd. 40, S. 32–32 (14. Nov. 1889), doi:10.1038/041032a0.